# Любимов, Иван Филиппович
Ива́н Фили́ппович Люби́мов (18 [30] сентября 1805, 1806 или 1807, Пермь — 5 [17] февраля 1864) — пермский купец 1-й гильдии, благотворитель и городской голова. Потомственный почётный гражданин и коммерции советник.

## Биография
При крещении был записан Яковом. Иван Филиппович Любимов — один из представителей купеческой династии Любимовых, основателем которой считается его отец — Филипп Алексеевич.

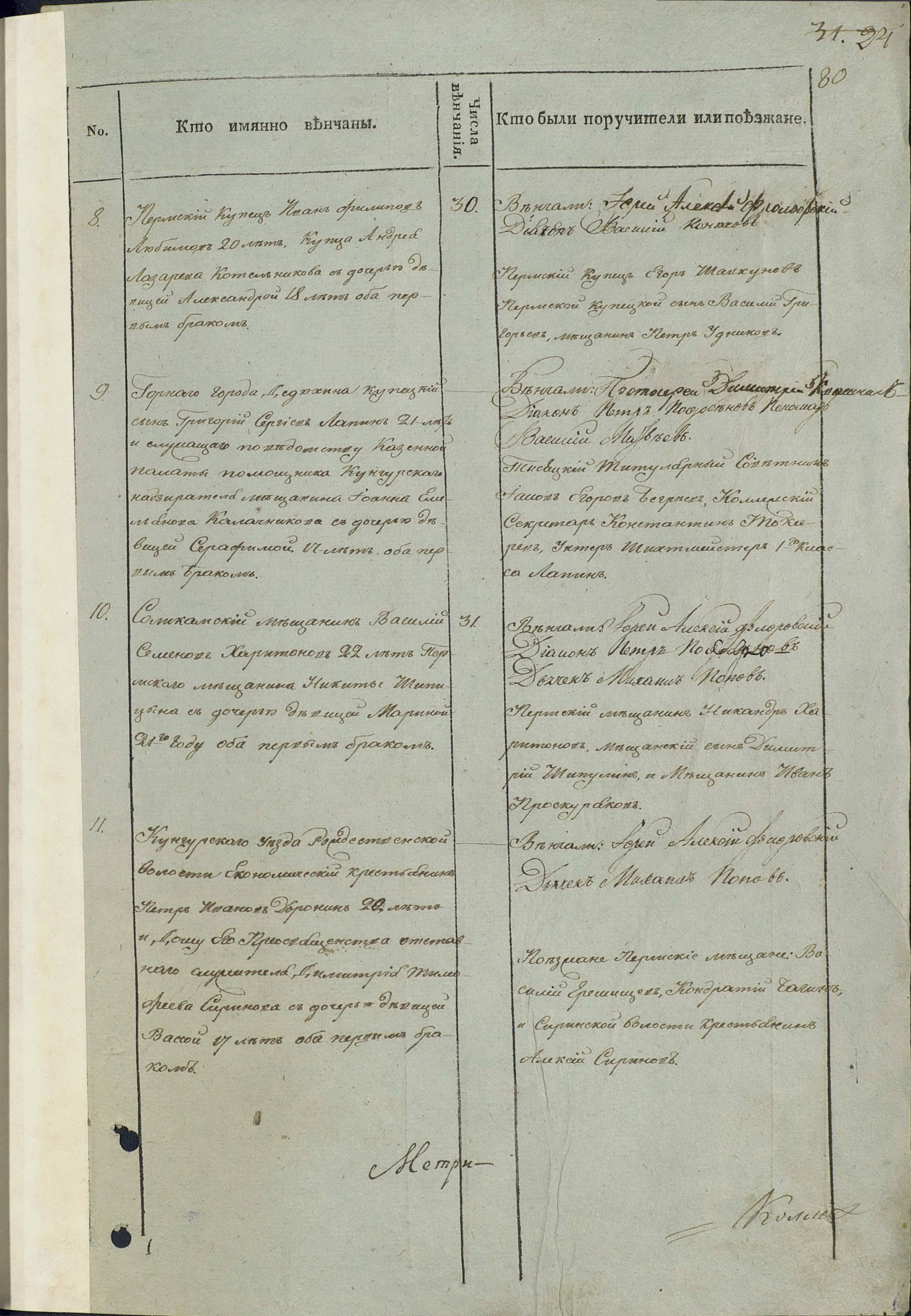
Запись о браке И. Ф. Любимова в 1827 году

С 1825 года — купец 3-й гильдии, как минимум в 1839 году — 1-й гильдии.
В 1840-е годы занимался поставками соли с Дедюхинских казённых соляных промыслов в Оханск и Кунгур, потом — оптовой торговлей железом, хлебом и солью.
В 1855 году приобрёл свой первый пароход «Екатеринбург» и начал пассажирские перевозки от Перми до Нижнего Новгорода. Построил буксирный пароход «Любимый». Позднее в его пароходной компании было уже 4 парохода и более 30 барж.
Участвовал в благотворительной деятельности: с 1862 года был сотрудником Пермского дамского попечительства о бедных.
Неоднократно занимал пост пермского городского головы: с 18 октября 1835 года по 1838 год, с 18 октября 1847 года по 1853 год и в 1859—1864 годах.

## Семья
- Отец — Любимов, Филипп Алексеевич (1782—1837)
- Первая жена — Александра Андреевна Котельникова (1810—1834)[3][6]
- Вторая жена — Анна Степановна (Стефановна) Фоминых (1801—1898)[7][8][3]
- Дочь — Анна[3] (род. 19.07.1831[источник не указан 321 день])
- Дочь — Агриппина (род. 1834)[9][3]
- Дочь — Елизавета (23.08.1839[8]—4.09.1839)[4]
- Дочь — Антонина (род. 7.06.1840[источник не указан 321 день] — ум. 15.11.1840[10])
- Дочь — Александра (с 1865 г.[источник не указан 321 день] — Ушкова[11][12][13])
- Сын — Любимов, Иван Иванович (1838—1899)
- Сын — Любимов, Михаил Иванович (1840—1909)
- Сын — Константин (1846—1873)[14][15]

### Комментарии
1. ↑  Согласно данным «Петербургского некрополя», похоронен в Благовещенской усыпальнице Александро-Невской лавры[2].